# 林地前胡
林地前胡（学名：Peucedanum diversifolium）为伞形科前胡属的植物，为中国的特有植物。分布在中国大陆的西部，常生于林中，目前尚未由人工引种栽培。